# Carleton Watkins

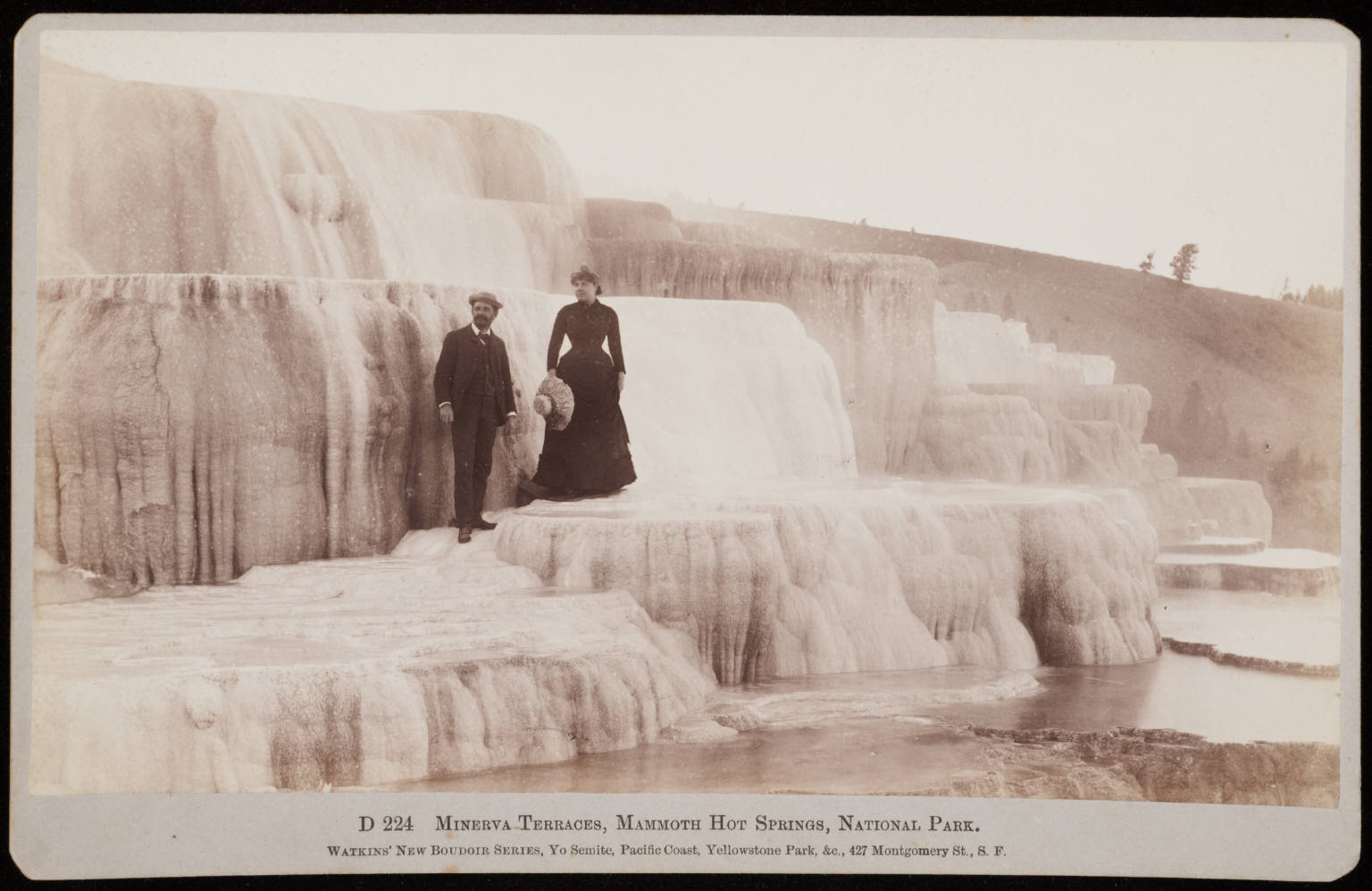
Carleton Watkins: Geotermální oblast Minerva Terraces, Mammoth Hot Springs, Yellowstonský národní park

Carleton Emmons Watkins (11. listopadu 1829 Oneonta, New York – 23. června 1916) byl americký krajinářský fotograf 19. století působící v Kalifornii.

## Život a dílo
Carleton Emmons Watkins se narodil ve městě Oneonta ve státu New York. Během zlaté horečky odešel do San Francisco, tedy asi v roce 1851. Cestoval do Kalifornie s Collisem Huntingtonem, který se později stal jedním z majitelů společnosti Central Pacific Railroad a který později Watkinsovi pomáhal v jeho kariéře.
Jeho zájem o fotografii začal v době kdy pracoval jako asistent v portrétním ateliéru v San Franciscu, sám začal fotografovat v roce 1861. Začal se také zajímat o krajinářskou fotografii a brzy začal dokumentovat scény dolů v Kalifornii a scenérie v Yosemitském údolí. Experimentoval s novými fotografickými technikami, nakonec nejvíce používal svůj fotoaparát Mamut (Mammoth camera), který používal velké skleněné negativní desky, a stereofotoaparát. Stal se známým díky sérii stereoskopických snímků z Yosemitského údolí v roce 1860, aby pomohl ovlivnit kongres za účelem „rozhodnutí zřídit údolí jako národní park“ v roce 1864. Watkins také později pořídil řadu fotografií Kalifornie a Oregonu v 70. letech a také později. Minimálně jednou doprovázel malíře Williama Keitha během jeho vesternové expedice.
Watkins pořídil v 60. letech stereosnímky firmy firmy Central Pacific Railroad od jejich oficiálního fotografa Alfreda Harta a zveřejňoval je v 70. letech.
Nicméně však nebyl dobrým obchodníkem. Hodně utrácel a jeho sanfranciské studio se velmi zadlužilo. Po bankrotu byly jeho fotografie vydraženy, a přešly bez kreditu na nového vlastníka Isaiah West Tabera. Watkins se také potýkal s problémy, když jeho fotografie bez svolení přetiskla společnost Eastern a další fotografové fotografovali znovu stejné scény, jaké fotografoval Watkins.
V roce 1879 si Watkins vzal 22letou asistentku Francesu Sneadeovou, se kterou měli dvě děti.
Watkins začal znovu s cyklem Nové série, který zahrnoval různé předměty a formáty, které se většinou vztahovaly ke Kalifornii. Nicméně zůstal i nadále chudým a jeho rodina žila pro čas v opuštěném železničním dobytčáku. Jeho zrak začal selhávat. Zemětřesení v San Franciscu v roce 1906 a následný oheň zničili Watkinsonovo studio a negativy. V roce 1910 byl Watkins hospitalizován ve státní nemocnici pro duševně nemocné, kde umřel o šest let později.

## Galerie

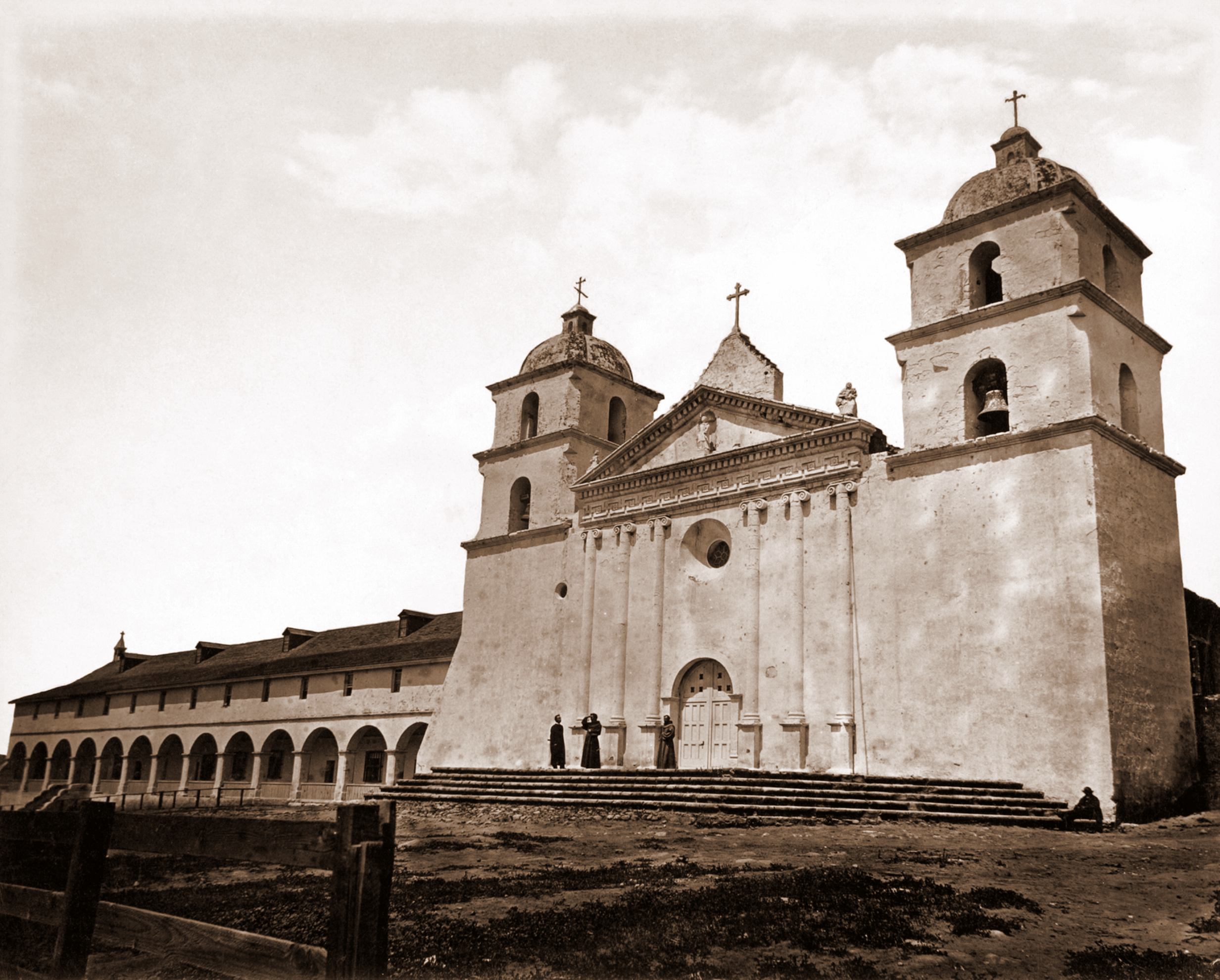
Old Mission Church, Santa Barbara, 1876
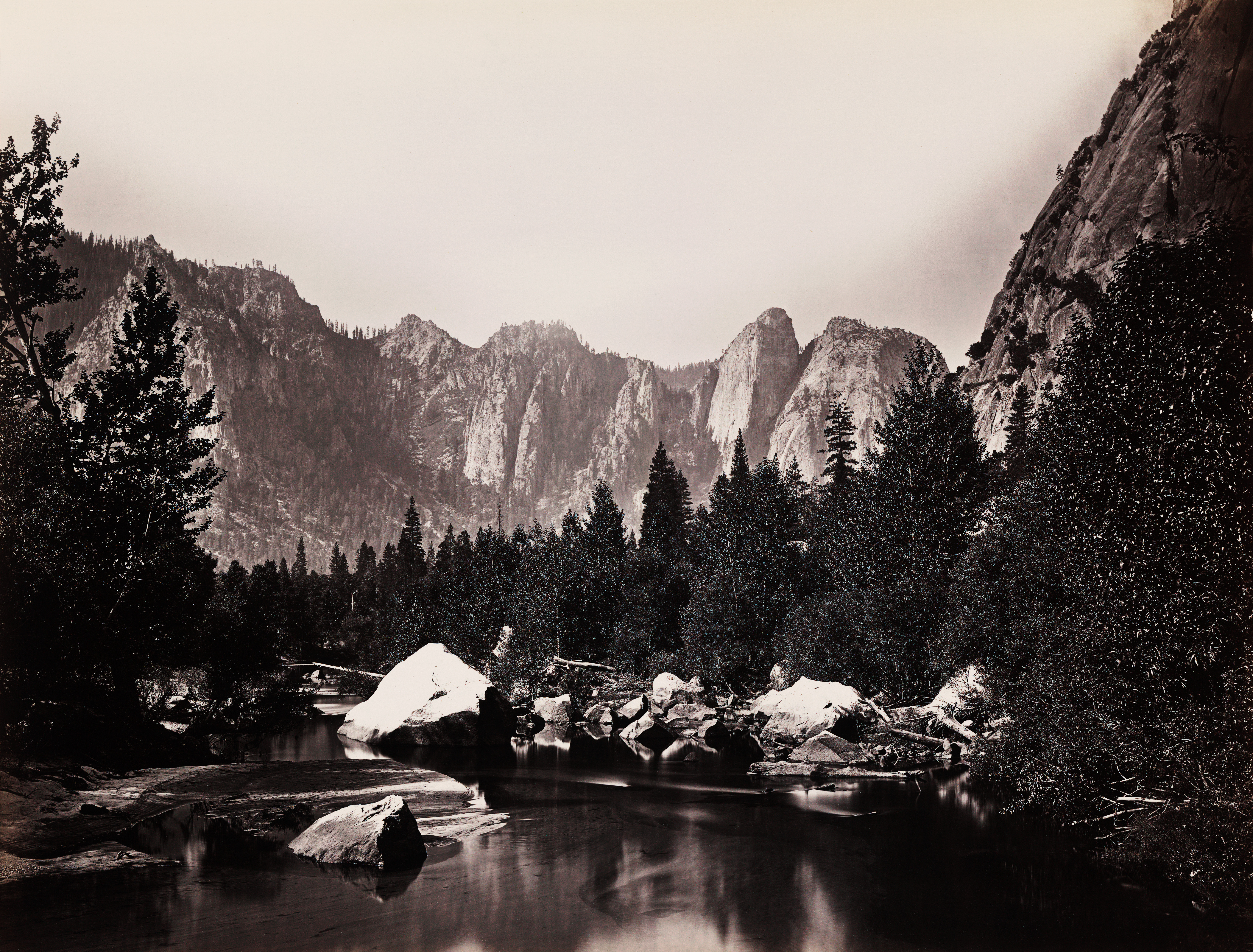
Yosemitské údolí, Kalifornie, 1865
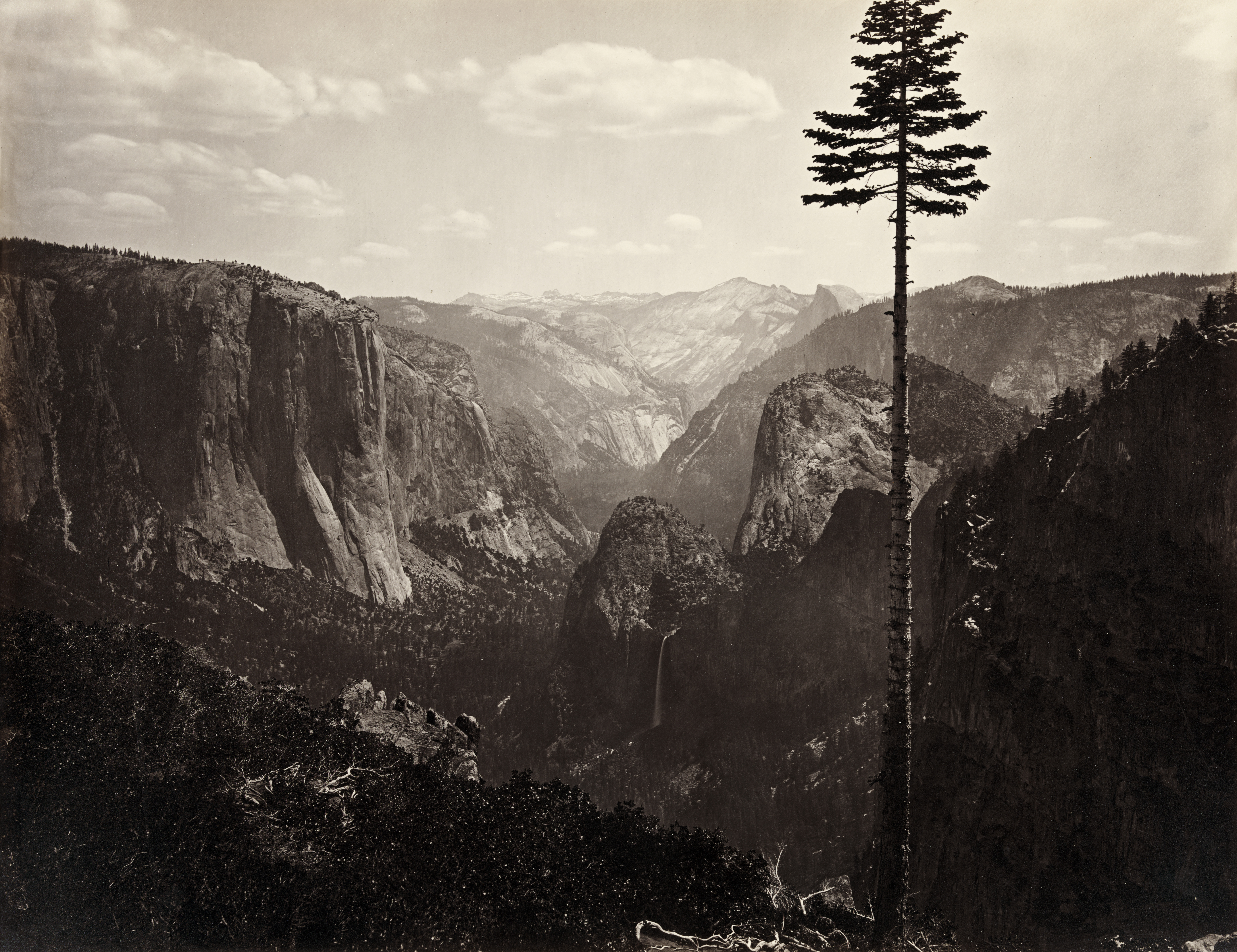
Yosemitské údolí, Kalifornie, 1865

## Sbírky
- National Gallery of Art
- Art Institute of Chicago
- Sanfranciské muzeum moderního umění